# Klonoa 2: Dream Champ Tournament
Klonoa 2: Dream Champ Tournament (風のクロノアG2 ドリームチャンプ・トーナメント?, Kaze no Klonoa G2: Dorīmu Chanpu Tōnamento, lett. "Klonoa del Vento G2: Torneo Dream Champ") è un videogioco a piattaforme della serie Klonoa sviluppato da Namco e Now Production e pubblicato da Namco per la console portatile Game Boy Advance nel 2002.

## Trama
(Tagline del gioco)
Klonoa 2: Dream Champ Tournament è ambientato diverso tempo dopo agli eventi di Klonoa: Empire of Dreams. Il gioco inizia brevemente con Klonoa che ha sconfitto il Re della Disperazione e riceve una lettera di invito che fluttuava in cielo, dove è scritto che è stato selezionato per competere al prestigioso torneo "Dream Champ Tournament" assieme ad altri avventurieri esperti per ottenere il titolo di "più grande eroe" assieme a una ricompensa in denaro.
Dopo che Klonoa ha finito di leggere il contenuto del messaggio, viene avvolto da una luce e si ritrova teletrasportato all'interno di una gigantesca arena assieme ad altri concorrenti. Incontra i suoi vecchi amici Lolo e Popka, e gli chiede se anche loro fossero lì per partecipare all'evento, tuttavia poco dopo viene spintonato da Guntz (rinominato Gantz nella versione americana), un furfante molto vanitoso, conosciuto anche come "il killer d'oro".
La cerimonia d'apertura ha inizio e su un mega schermo compare l'organizzatore, Garlen, il quale informa tutti che il torneo sarà ad eliminazione diretta e dovranno attraversare alcuni mondi a sua scelta. Il primo che riuscirà a raggiungere la fine di ogni livello sarà decretato vincitore e potrà avanzare alla prossima fase.

## Modalità di gioco

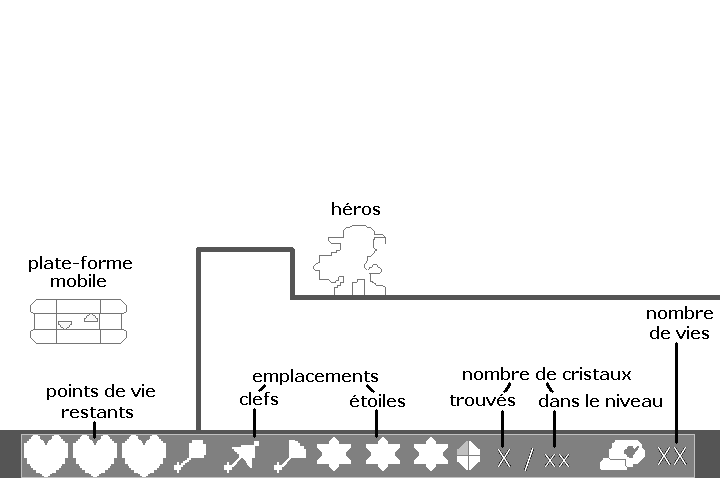
L'interfaccia di gioco. Nel riquadro più in basso si possono vedere rispettivamente: i cuori, le chiavi, le stelle, i cristalli e il numero di vite del giocatore rappresentato con un cappello del protagonista. In alto un esempio di livello comune, con Klonoa fermo sul ripiano, alla sua sinistra invece una piattaforma mobile

Terzo capitolo portatile di Klonoa, Dream Champ Tournament si rivela molto simile agli altri giochi del franchise. Utilizzando gli elementi tradizionali dei videogiochi a piattaforme, il giocatore potrà muovere Klonoa a sinistra e destra, spostandolo per lo schermo per progredire. Per sconfiggere i nemici, il giovane eroe dovrà fare uso della sua arma speciale, il "Wind Bullet" (proiettile di vento), per trascinarli verso di lui e portarli sopra alla sua testa. Da questa posizione, può sfruttare il nemico lanciandolo per sconfiggerne altri oppure per eseguire un doppio salto per raggiungere zone altrimenti inaccessibili. Inoltre, tenendo premuto il tasto di salto, Klonoa può sbattere le sue lunghe orecchie per librarsi per qualche secondo, il che permette di aumentare, anche se di poco, la lunghezza di un salto favorendolo in più occasioni.
Il gioco consiste nell'attraversare cinque mondi, ognuno di essi diviso in nove livelli (chiamati "visioni"), incluso un boss che il protagonista dovrà sfidare in una gara di velocità su chi arriva prima al traguardo. Una visione invece sarà dedicata a un livello speciale nel quale Klonoa dovrà utilizzare il suo hoverboard sull'acqua o sul terreno evitando i nemici che appariranno lungo il tragitto.
In ogni visione, è presente un determinato numero di oggetti che bisogna raccogliere, tra cui: 3 stelle (Pietre Lunari), 30 cristalli chiamati "Frammenti di Sogno" e un oggetto a forma di sole noto come "Pietra Solare". Le tre stelle sono necessarie per aprire la porta d'uscita posta alla fine di ogni visione, mentre gli altri oggetti rimanenti sono opzionali. Collezionando tutti i Frammenti di Sogno si sbloccherà una sezione dell'artwork originale (5 in tutto, uno per mondo). Se viene raccolta ogni Pietra Solare del gioco verrà resa disponibile la possibilità di affrontare i livelli extra denominati "EX", i quale però non hanno nulla a che fare con la storia.
Klonoa deve trovare la porta d'uscita in ogni visione in tutti e cinque i mondi per completare il gioco e deve gareggiare contro il rispettivo rivale che incontrerà nel livello finale di ogni area.

## Sviluppo
Klonoa 2: Dream Champ Tournament fu sviluppato da Namco e Now Production e venne annunciato per la prima volta in una conferenza stampa svoltasi tra l'aprile e il maggio 2002, dove Namco affermò che stava lavorando a due titoli di Klonoa per Game Boy Advance dopo l'uscita di Klonoa: Empire of Dreams, pubblicato l'anno prima. La notizia fu poi confermata anche grazie ad alcune immagini pubblicate sulla rivista giapponese Famitsū. Una versione per il mercato nord americano fu annunciata il 2 dicembre 2004 e distribuita solo nel febbraio 2005, mentre in Europa il titolo è rimasto inedito.
Il gioco fu poi reso disponibile per il servizio online Virtual Console di Wii U il 19 marzo 2015 in Nord America e il 20 gennaio 2016 in Giappone.

## Accoglienza
| Testata                           | Giudizio |
| --------------------------------- | -------- |
| GameRankings (media al 9-12-2019) | 83.10%   |
| Metacritic (media al 17-03-2020)  | 85/100   |
| 1UP.com                           | B+       |
| Famitsū                           | 32/40    |
| Game Informer                     | 8.25/10  |
| Game Pro                          | 4/5      |
| GameSpot                          | 7.6/10   |
| GameSpy                           | 4/5      |
| GameZone                          | 8.5/10   |
| IGN                               | 8/10     |
| Nintendo Power                    | 4.2/5    |
| Nintendo World Report             | 8/10     |
| X-Play                            | 4/5      |
| DS Central                        | 2/5      |

Klonoa 2: Dream Champ Tournament ha ricevuto recensioni per la maggior parte positive da parte della critica, ottenendo un 77.50% e un 78 su 100 dai siti di media statistica GameRankings e Metacritic, vendendo 30 000 copie in tutto il mondo. La rivista settimanale Famitsū diede al gioco un punteggio di 32 su 40.

## Sequel
Nella conferenza stampa svoltasi tra aprile e maggio 2002, Namco annunciò l'uscita di un altro capitolo oltre a Klonoa 2: Dream Champ Tournament, Klonoa Heroes: Densetsu no Star Medal pubblicato sempre per Game Boy Advance nel dicembre dello stesso anno esclusivamente in Giappone, il quale non è legato a livello di trama e muta lo stile di gioco in un action RPG.